# Udomsak Theinthong
Udomsak Theinthong (taj. อุดมศักดิ์ เทียนทอง; ur. 23 marca 1934) – tajski strzelec specjalizujący się w strzelaniu z karabinu małokalibrowego leżąc z 50 metrów, olimpijczyk. 
Brał udział w letnich igrzyskach olimpijskich w latach 1968 (Meksyk), 1972 (Monachium) i 1984 (Los Angeles). Zajmował odpowiednio: 57., 70., oraz 30. miejsce ex aequo z 10 zawodnikami.
W 1974 roku zajął siódme miejsce na igrzyskach azjatyckich w Teheranie (zdobył 583 punkty). Cztery lata później na igrzyskach w Bangkoku, był ósmy (587 punktów). W 1975 był siódmy na mistrzostwach Azji w Kuala Lumpur (586 punktów).
Jest ojcem Chakrapana, który również był strzelcem sportowym (był m.in. uczestnikiem igrzysk olimpijskich w Los Angeles w 1984).

## Wyniki olimpijskie
| Igrzyska | Konkurencja                            | Wynik                            | Miejsce     | Źródło |
| -------- | -------------------------------------- | -------------------------------- | ----------- | ------ |
| IO 1968  | Karabin małokalibrowy leżąc, 50 metrów | 586 punktów (98-96-100-98-97-97) | 57 (na 86)  | [ 3 ]  |
| IO 1972  | Karabin małokalibrowy leżąc, 50 metrów | 586 punktów (96-98-98-99-98-97)  | 70 (na 101) | [ 4 ]  |
| IO 1984  | Karabin małokalibrowy leżąc, 50 metrów | 588 punktów (99-97-98-96-98-100) | 30T (na 71) | [ 5 ]  |